# Prikubanski (Novokubansk, Krasnodar)
Prikubanski (del ruso: Прикубанский) es un posiólok del raión de Novokubansk, en el krai de Krasnodar de Rusia. Está situado en la orilla derecha del río Kubán, frente a Armavir y junto a Stáraya Stanitsa, 17 km al sureste de Novokubansk y 172 km al este de Krasnodar. Tenía 3 001 habitantes en 2010.
Es cabeza del municipio Prikubánskoye, al que pertenecen asimismo Pervomaiski, Peredovói, Kosiakinskaya y Górkaya Balka, Vesioli.

## Demografía
| 2002  | 2010  |
| ----- | ----- |
| 3 128 | 3 001 |

### Composición étnica
De los 3 128 habitantes que había en 2002, el 80.0 % era de etnia rusa, el 16 % era de etnia armenia, el 1.7 % era de etnia ucraniana, el 0.5 % era de etnia alemana, el 0.4 % era de etnia bielorrusa, el 0.2 % era de etnia tártara, el 0.2 % era de etnia adigué, el 0.2 % era de etnia georgiana y el 0.1 % era de etnia azerí